# Krankenhaus-Notopfer
Das Krankenhaus-Notopfer war ein 1997 in der Bundesrepublik Deutschland eingeführter Sonderbeitrag in Höhe von 20 DM für die bauliche Renovierung von Krankenhäusern. Die Zahlung sollte jährlich bis 1999 ausschließlich von Mitgliedern gesetzlicher Krankenkassen erfolgen. Verschiedene Organisationen erhoben Verfassungsbeschwerde und riefen zum Boykott auf, da Privatversicherte und Beamte, aber auch alle Krankenkassenmitglieder in Bayern von der Zahlung ausgenommen waren. 1998 wurde das Krankenhaus-Notopfer ersatzlos ausgesetzt.

## Hintergründe
Im Zuge der Privatisierung des deutschen Gesundheitswesens zogen sich ab Mitte der 1990er Jahre die Bundesländer, Städte und Landkreise zunehmend aus der Krankenhausfinanzierung zurück. Grundlage für diese Entwicklung war das zum 1. Januar 1993 in Kraft getretene Gesundheitsstrukturgesetz, womit sich in Deutschland endgültig die Wende von einer überwiegend staatswirtschaftlich organisierten Ordnungspolitik im Gesundheitswesen hin zu einer marktwirtschaftlich organisierten Ordnungspolitik vollziehen sollte. In der Folge übergaben viele kommunale Träger ihre Krankenhäuser vollständig an private Betreiber.
Bis dahin galt für Klinikaufwendungen nahezu ausschließlich das duale Finanzierungssystem: Die Kommunen und Länder bestimmten, wo Krankenhäuser gebaut wurden, und kamen dementsprechend auch für die Neubau- und Erneuerungskosten auf. Dagegen beglichen die Krankenkassen alle Betriebskosten der Krankenhäuser aus ihren regulären Beitragseinnahmen. Da die Profitentwicklung der privaten Klinikbetreiber nicht wie erhofft verlief, kam bald die Forderung nach einer monistischen Finanzierung auf. Bei diesem System sind die Krankenkassen die alleinigen Finanzierungsträger sämtlicher Kosten der Krankenhäuser.
Grundsätzlich befürworteten die Krankenkassen das monistische Modell, allerdings nur unter der Voraussetzungen, dass sich der Staat weitgehend aus der Krankenhausverwaltung zurückziehe und die Planungs- sowie Vertragsgestaltung der Selbstverwaltung der Krankenkassen überlassen würde. Diese Forderung wurde jedoch niemals erfüllt: Krankenhausversorgung ist in Deutschland unverändert als ein meritorisches Gut definiert, in dem kapitalistische Marktgesetze zwar grundsätzlich möglich sind, vom Staat aber nur eingeschränkt zugelassen werden, um negative Folgen abzuwenden (z. B. regionale Unterversorgung).

## Bestimmungen
Zur Finanzierung von Renovierungskosten der damals rund 2300 bundesweiten Krankenhäuser verpflichtete das Kabinett Kohl die Krankenkassen mit dem am 1. Juli 1997 in Kraft getretenen 2. GKV-Neuordnungsgesetz (GKVNOG 2 Art 17 § 2), eine Instandhaltungspauschale zu zahlen. Zur Gegenfinanzierung wurde das sogenannte Krankenhaus-Notopfer, ein Sonderbeitrag für alle gesetzlich versicherten Krankenkassenmitglieder in Höhe von 20 DM jährlich, befristet für drei Jahre eingeführt.
Nach dem Willen des Gesetzgebers sollte der Sonderbeitrag jährlich rund 1 Milliarde DM für die Instandhaltungsmaßnahmen der Krankenhäuser kompensieren. Die faktische Beitragserhöhung von jährlich 20 Mark zahlte das Mitglied der Krankenkasse allein, ein Arbeitgeberanteil war nicht vorgesehen. Damit wich die Erhebung dieses Sonderbeitrags von der in Deutschland bis dahin existierenden paritätischen Finanzierung der Sozialversicherung erstmals ab. Bis Dezember 1997 forderten die gesetzlichen Krankenkassen bundesweit 44 der damals insgesamt 51 Millionen Kassenmitglieder (ohne mitversicherte Personen) auf, zunächst für das laufende Jahr den Sonderbeitrag an sie zu überweisen.
Privatversicherte und Beamte waren von der Erbringung des Notopfers ausgenommen. Auch die Bewohner von Bayern mussten den Sonderbeitrag nicht zahlen, weil Bayern als einziges Bundesland unverändert für die Klinikreparaturen aufkam. Ebenfalls ausgenommen waren Bundesbürger, die als Härtefall galten, zum Beispiel Alleinstehende mit einem monatlichen Bruttoeinkommen bis zu 1708 Mark (West) beziehungsweise 1456 Mark (Ost) oder Versicherte, die nach § 61 des SGB V von Zuzahlungen befreit waren.

## Kritik
Gegen die Neuordnungsgesetze hatte der Bundesrat mit seiner damaligen SPD-Mehrheit am 25. April 1997 sowie am 16. Mai 1997 Einspruch eingelegt, der jedoch vom Bundestag mit den Stimmen der Union und FDP am 12. Juni 1997 zurückgewiesen wurde. Dem folgten zahlreiche Klagen, Proteste und Unterschriftensammlungen gegen die Erhebung des Notopfers seitens verschiedener Interessenvertreter, Organisationen und Parteien. Nachdem unter anderem der Ärztekammerpräsident Ellis Huber sich öffentlich weigerte, persönlich das „Klinik-Notopfer“ zu zahlen, riefen Bündnis 90/Die Grünen zum Boykott auf.
Bei den Krankenkassen stieß die Finanzierungsregelung ebenfalls auf massive Kritik. Sie brachten vor, dass die Übertragung der Finanzlast für Instandhaltungsinvestitionen auf die gesetzlichen Krankenkassen den elementaren Prinzipien der Daseinsvorsorge widerspreche. In verfassungsrechtlich zweifelhafter Weise würden zentrale Aufgaben des Staates auf die Krankenkassen verlagert und den Versicherten ein zusätzliches Notopfer zugemutet. Ferner kritisierten sogar Vertreter von Krankenhäusern, dass die Förderung unabhängig der Bausubstanz der Krankenhäuser und der Notwendigkeit zur Durchführung solcher Maßnahmen nach dem Gießkannenprinzip erfolgte. Explizit wiesen die Krankenkassen bereits im Vorwege wiederholt auf den immensen Verwaltungsaufwand hin, der ihrer Schätzung zufolge jeweils 20 Mark an Kosten nur für das Einziehen der 20 Mark nach sich ziehe.
Weil Privatversicherte, Beamte und gesetzlich Versicherte in Bayern das Notopfer zur Renovierung von Krankenhäusern nicht zahlen mussten, kündigte unter anderem der Deutsche Gewerkschaftsbund (DGB) eine Verfassungsbeschwerde wegen Ungleichbehandlung an. Die Vertreter des DGB empfahlen den Mitgliedern gesetzlicher Krankenkassen zunächst, die 20 Mark „unter Vorbehalt der Rechtmäßigkeit zu zahlen und sich gegen diesen Zwangsbeitrag zu wehren“, indem sie bei ihrer Krankenkasse Widerspruch einlegen sollten.
Die Verbraucherzentralen vertraten dagegen die Ansicht, dass die Krankenkassen die falschen Ansprechpartner seien und sich der Protest an die Adresse der Bundesregierung richten sollte. So wäre ein Widerspruch nicht das korrekte Rechtsmittel gewesen, weil die Versicherten keinen Bescheid, sondern nur eine Rechnung über 20 Mark erhielten. Zudem gingen die Verbraucherschützer nicht davon aus, dass die Kassen große Energie in das Eintreiben fehlender Zahlungen stecken würden, da der Arbeitsaufwand in keinem Verhältnis zu dem stand, was hinterher dabei herauskommen sollte. Im Übrigen hätten die Kassen überhaupt kein Interesse an diesem Einzugsweg gehabt; dieser sei vielmehr rein politisch gewollt gewesen.
Verschiedene Zeitungen und Nachrichtenmagazine gaben Tipps, wie praktisch jeder Versicherte die „Zwangsspende zur Instandsetzung der Kliniken“ umgehen könne. Tatsächlich mussten die Krankenkassen späteren Schätzungen zufolge allein für Zahlungserinnerungen die Hälfte des im Jahr 1997 eingenommenen Notopfer-Geldes aufwenden. Am Ende des Mahnverfahrens sollte nach Vorgabe des Gesetzgebers sogar der Vollstreckungsbescheid stehen. Auch in diesem Zusammenhang forderten Krankenkassenvertreter vehement die Abschaffung des Notopfers, denn ein gerichtliches Einfordern der 20 Mark hätte 101 Mark gekostet.

## Abschaffung
Nach dem Regierungswechsel 1998 setzte das Kabinett Schröder das Krankenhaus-Notopfer, das für das Jahr 1997 nur mit erheblichem Verwaltungsaufwand erhoben werden konnte und auf erhebliche Akzeptanzprobleme stieß, für die Jahre 1998 und 1999 aus. In Einzelfällen bereits erfolgte Zahlungen der 20 Mark für das Jahr 1998 wurden von den Krankenkassen zurückerstattet.
Für das Jahr 1997 gezahlte Beiträge wurden jedoch nicht zurückerstattet. Das heißt, die Krankenkassenmitglieder, die 1997 das Krankenhaus-Notopfer nicht gezahlt hatten, sparten faktisch 20 Mark, denn die Krankenkassen klagten den Rückstand nicht ein. Auch die neue rot-grüne Regierung sah keinen Bedarf, den Boykotteuren gesetzlich beizukommen. Offiziell wurde verkündet, dass eine Regelung über die Rückerstattung des gezahlten Krankenhaus-Notopfers für 1997 nicht möglich sei, „weil dadurch für die Krankenkassen ein sehr hoher Verwaltungsaufwand mit hohen Folgekosten entstünde.“ Trotz der massiven Proteste gegen die Zahlung des Krankenhaus-Notopfers hatte jeder zweite gesetzlich Krankenversicherte die 20 DM an seine Krankenkasse überwiesen.
Die damit jedoch nicht abgeschlossene Diskussion über die Instandhaltungskosten und deren Finanzierung beurteilten Gesundheitswissenschaftler als ein weiteres „Trauerspiel besonderer Art“. Ursprünglich plante die neue Bundesregierung, die Instandhaltungskosten den Beitragszahlern der Krankenkassen nicht weiter aufzubürden. Die Abschaffung der systemwidrigen Belastung der gesetzlichen Krankenversicherung scheiterte jedoch wiederum an den Interessen der Bundesländer und der privaten Klinikbetreiber. Zum 1. Januar 1999 trat das Gesetz zur Stärkung der Solidarität in der gesetzlichen Krankenversicherung (Solidaritätsstärkungsgesetz GKV-SolG) in Kraft. Darin wurde zwar die Aussetzung des Krankenhaus-Notopfers rückwirkend ab 1998 fixiert, hingegen die Krankenkassen erneut verpflichtet, die Finanzierung von Investitionen und Instandhaltungen der Krankenhäuser zu übernehmen, dies jedoch fortan über die normalen Beiträge abzufangen.

## Rechtmäßigkeit
Im Rahmen eines sich anschließenden Rechtsstreits über die Verfassungskonformität des von den Krankenkassen eingeforderten Sonderbeitrags wurde von Seiten des Bundessozialgerichts (BSG) das Krankenhaus-Notopfer als rechtmäßiger Verwaltungsakt bestätigt, der weder gegen die finanzverfassungsrechtlichen Vorschriften des Grundgesetzes noch andere Vorschriften des Grundgesetzes verstoßen habe. Das BSG entschied am 23. September 1999, dass der Sonderbeitrag ein Sozialversicherungsbeitrag und keine Sonderabgabe oder Steuer sei. Eine „nicht gerechtfertigte Ungleichbehandlung“ sahen die Richter unter anderem deshalb nicht, weil „die finanzielle Auswirkung der Regelung für das einzelne Mitglied mit 20 DM absolut gesehen gering“ und tragbar gewesen sei.
Das Bundesverfassungsgericht (BverfG) sah ebenfalls keine generelle Vernachlässigung oder krasse Verkennung von Grundrechten und nahm die Verfassungsbeschwerden überhaupt erst gar nicht zur Entscheidung an. Auch nach Ansicht des Verfassungsgerichts wog die Belastung von 20 Mark „nicht besonders schwer“; zudem habe für Härtefälle eine Befreiungsmöglichkeit bestanden. Darüber hinaus hielten die Richter des BverfG in ihrem Beschluss vom 27. März 2001 fest, dass „den Klagen auch deshalb keine grundsätzliche Bedeutung zukomme, weil es sich um nicht mehr anzuwendendes Recht handele und eine Wiederholung des Notopfers nicht ersichtlich sei.“